# Tenuiphantes nigriventris
Tenuiphantes nigriventris är en spindelart som först beskrevs av Ludwig Carl Christian Koch 1879.  Tenuiphantes nigriventris ingår i släktet Tenuiphantes och familjen täckvävarspindlar. Arten är reproducerande i Sverige. Inga underarter finns listade i Catalogue of Life.